# Хасімото Кенто
Хасімото Кенто (яп. 橋本 拳人; нар. 16 серпня 1993) — японський футболіст,грає на позиції півзахисника за російський клуб «Ростов».

## Клубна кар'єра
У дорослому футболі дебютував 2012 року виступами за команду клубу «Токіо».

## Кар'єра в збірній
Дебютував 2019 року в офіційних матчах у складі національної збірної Японії. У формі головної команди країни зіграв 9 матчів.

## Статистика виступів
| Збірна Японії | Збірна Японії | Збірна Японії |
| Рік           | Матчі         | Голи          |
| ------------- | ------------- | ------------- |
| 2019          | 7             | 0             |
| Загалом       | 7             | 0             |

## Титули і досягнення
- Володар Кубка Імператора Японії: 2011
- Переможець Чемпіонату Східної Азії: 2022